# Скот (окръг, Минесота)
Вижте пояснителната страница за други значения на Скот.
Окръг Скот (на английски: Scott County) е окръг в щата Минесота, Съединени американски щати. Площта му е 956 km², а населението - 131 939 души. Административен център е град Шакъпий.